# Phytophthora erythroseptica
Phytophthora erythroseptica Pethybr. – gatunek organizmów należący do grzybopodobnych lęgniowców. U roślin wywołuje chorobę zwaną fytoftorozą.

## Systematyka i nazewnictwo
Pozycja w klasyfikacji według Index Fungorum: Phytophthora, Peronosporaceae, Peronosporales, Peronosporidae, Peronosporea, Incertae sedis, Oomycota, Chromista.
Po raz pierwszy takson ten zdiagnozował w 1913 r. George Herbert Pethybridge na ziemniakach w Irlandii. Synonim: Phytophthora erythroseptica var. pisi Bywater & Hickman 1959.

## Morfologia i rozwój
Strzępki dość jednolite i drobne, o średnicy do 7 µm. Sporangiofory rozszerzające się nieco poniżej zarodni, rozgałęziające się sympodialnie lub proliferujące przez pustą zarodnię. Zarodnie powstają w wodzie. Są elipsoidalne lub ostrokształtne, często zwężone w pobliżu środka, czasami zwężające się do sporangioforu, 43 (–47) × 26 (–69) µm, nie brodawkowate, z niepozornym zgrubieniem na szczycie. Lęgnie w hodowli na sztucznym podłożu tworzą się łatwo. Mają wymiary 30–35 (–46) µm, ścianę gładką o grubości 1 µm. Plemnie amfigeniczne, elipsoidalne lub kanciaste, 14 (–16) × 13 µm. Oospory prawie wypełniają lęgnię. Mają ścianki o grubości 2,5 µm i powierzchnię o teksturze gwiaździstej lub rozetowej, dość puszystej.
Minimalna temperatura rozwoju 2,5 °C, optymalna 27,5 °C, maksymalna 34 °C. Infekuje rośliny w glebie. Wytwarzane na podziemnych częściach roślin oospory mogą w glebie przetrwać wiele lat. Na polu bulwy ziemniaka są na ogół porażane przez stolony, oczka, przetchlinki lub rany, ale mogą zostać zainfekowane także podczas przechowywania w wilgotnych warunkach. Możliwe jest też przeniesienie na pole patogenu w pozornie zdrowych sadzeniakach. Do cebulek tulipanów patogen wnika od gleby przez korzenie, następnie do łodygi kwiatowej.

## Występowanie
Występuje w Europie (Wielka Brytania, Irlandia, Belgia, Bułgaria, Francja, Grecja, Włochy, Holandia, Polska, Szwajcaria, ZSRR, Jugosławia), Azji (Indie, Indonezja, Iran), Afryce (Egipt); Ameryce Północna (Kanada, USA), Ameryce Środkowej (Kuba), Ameryce Południowej (Wenezuela, Peru), Australii i na Nowej Zelandii.
Jest polifagiem atakującym wiele gatunków roślin. Wśród roślin uprawnych jego żywicielami są: ziemniak, szparag, starzec popielny, pomidor, groszek, malina, tulipan, kalia, trzcina cukrowa, wyka. W Polsce wywołuje takie choroby jak: różowa zgnilizna bulw ziemniaka, zgorzel podstawy pędu tulipana, zgnilizna korzeni maliny.